# Kirkwood (Illinois)
Kirkwood és una població dels Estats Units a l'estat d'Illinois. Segons el cens del 2000 tenia 794 habitants.

## Demografia
Segons el cens del 2000, Kirkwood tenia 794 habitants, 307 habitatges, i 237 famílies. La densitat de població era de 336,9 habitants/km².
Dels 307 habitatges en un 31,6% hi vivien nens de menys de 18 anys, en un 63,5% hi vivien parelles casades, en un 9,4% dones solteres, i en un 22,8% no eren unitats familiars. En el 20,2% dels habitatges hi vivien persones soles el 9,8% de les quals corresponia a persones de 65 anys o més que vivien soles. El nombre mitjà de persones vivint en cada habitatge era de 2,59 i el nombre mitjà de persones que vivien en cada família era de 2,94.
Per edats la població es repartia de la següent manera: un 24,6% tenia menys de 18 anys, un 7,9% entre 18 i 24, un 28% entre 25 i 44, un 25,8% de 45 a 60 i un 13,7% 65 anys o més.
L'edat mediana era de 38 anys. Per cada 100 dones de 18 o més anys hi havia 95,1 homes.
La renda mediana per habitatge era de 34.167 $ i la renda mediana per família de 35.357 $. Els homes tenien una renda mediana de 26.848 $ mentre que les dones 15.804 $. La renda per capita de la població era de 15.040 $. Aproximadament el 3,2% de les famílies i el 3,4% de la població estaven per davall del llindar de pobresa.

## Poblacions més properes
El següent diagrama mostra les poblacions més properes.